# 三越左千夫少年詩賞
三越左千夫少年詩賞（みつこしさちおしょうねんししょう）は、社団法人日本児童文学者協会が主催している文学賞である。少年詩、童謡を中心に多年にわたり創作活動をした詩人三越左千夫の遺族の申し出により、日本児童文学者協会が三越家からの基金委託を受け、1997年に創設された。少年少女詩の振興を図ることを目的とし、対象は、前年1月1日から12月31日までに出版された中堅、新人詩人による少年少女詩集（童謡詩集を含む）である。第21回から社団法人日本児童文学者協会単独主催となる。

## 受賞作品

### 第1回から第10回
- 第1回(1997年) - 菅原優子 『空のなみだ』、重清良吉 『草の上』（特別賞）
- 第2回(1998年) - 小泉周二 『太陽へ』、たかはしけいこ 『とうちゃん』
- 第3回(1999年) - 山中利子 『だあれもいない日』、桜井信夫 『ハテルマシキナ よみがえりの島・波照間』（特別賞）
- 第4回(2000年) - 高階杞一 『空への質問』、青戸かいち 『小さなさようなら』（特別賞）
- 第5回(2001年) - 尾上尚子 『シオンがさいた』
- 第6回(2002年) - 島村木綿子 『森のたまご』、李芳世 『こどもになったハンメ』（特別賞）
- 第7回(2003年) - 石津ちひろ 『あしたのあたしはあたらしいあたし』
- 第8回(2004年) - 菊永謙 『原っぱの虹』、田中ナナ 『新緑』（特別賞）
- 第9回(2005年) - 海沼松世 『空の入り口』、李錦玉 『いちど消えたものは』
- 第10回(2006年) - 村瀬保子 『窓をひらいて』、上笙一郎 『日本童謡事典』（特別賞）

### 第11回から第20回
- 第11回(2007年) - いとうゆうこ 『おひさまのパレット』
- 第12回(2008年) - 間中ケイ子 『猫町五十四番地』
- 第13回(2009年) - 藤井かなめ 『あしたの風』
- 第14回(2010年) - 杉本深由起 『漢字のかんじ』
- 第15回(2011年) - 内田麟太郎 『ぼくたちはなく』、鈴木初江 『また　あした』
- 第16回(2012年) - 江﨑マス子 『こうこいも』
- 第17回(2013年) - さわださちこ 『ねこたちの夜』、最上二郎 『おーい山ん子』
- 第18回(2014年) - 清水ひさし 『かなぶん』、檜きみこ 『クケンナガヤ』
- 第19回(2015年) - 西沢杏子 『虫の恋文』
- 第20回(2016年) - 祐成智美 『タロとあるく』

### 第21回から第30回
- 第21回(2017年) - 柿本香苗 『ペンを持つと　ボクね』、佐野のり子 『ミミズのバイオリン』
- 第22回(2018年) - 田代しゅうじ 『ともだち いっぱい』[1]
- 第23回(2019年) - 半田信和 『たとえば一人のランナーが』
- 第24回(2020年) - 岩佐敏子 『へんてこあそびうた』、大楠翠 『はてなとびっくり』
- 第25回(2021年) - 野田沙織 『うたうかたつむり』
- 第26回(2022年) - 福田恵美子 『あさがおのパレット』
- 第27回(2023年) - 星野良一 『星の声、星の子へ』
- 第28回(2024年) - 松山真子 『迷子』、永窪綾子 『きまぐれ ねこ殿』（特別賞）
- 第29回(2025年) - イイジマヨシオ 『木のなかの時間』（特別賞）